# Jerwandaschat (historische Stätte)

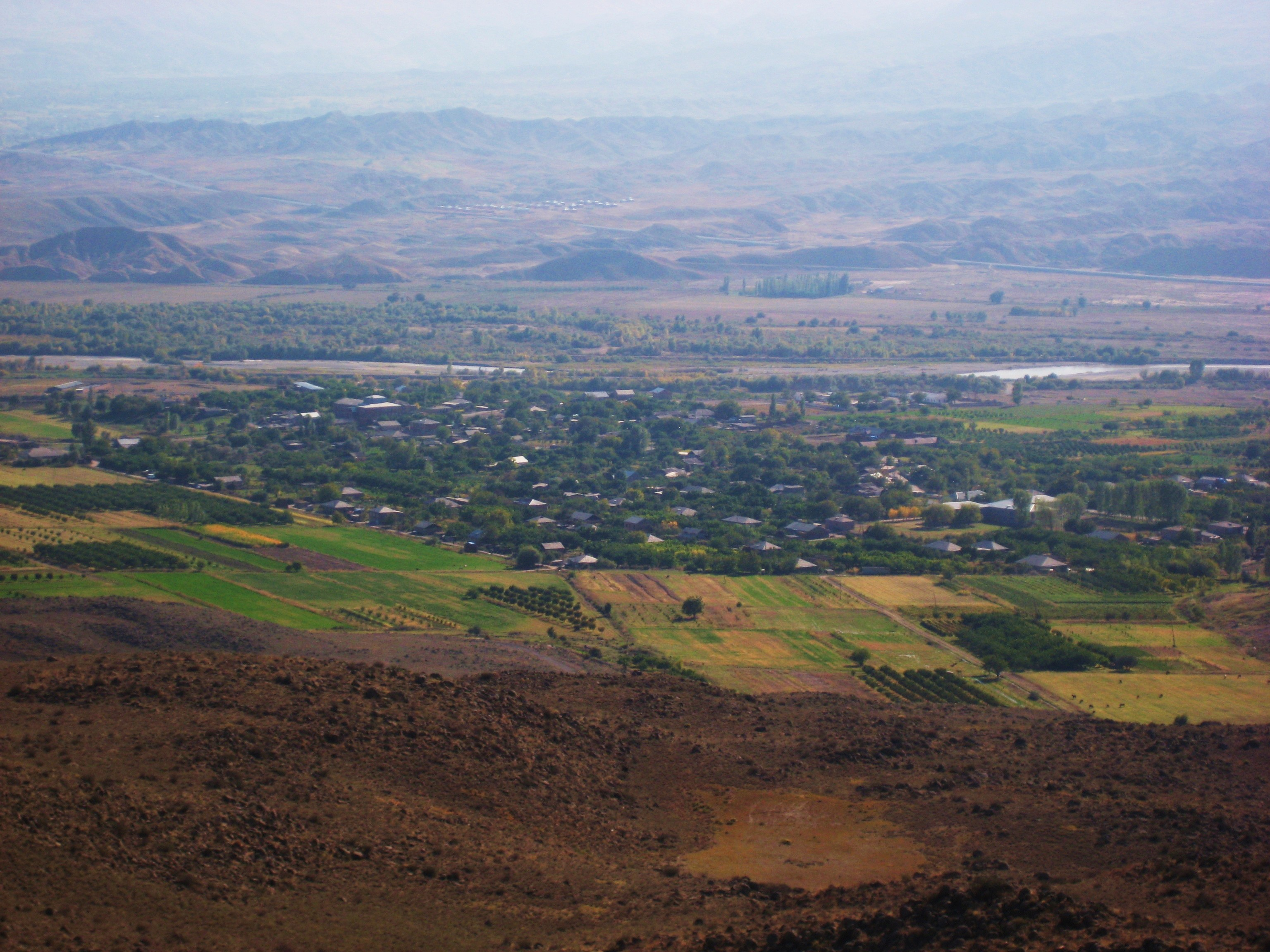
Moderner Ort Jerwandaschat Richtung Westen, im Hintergrund der Aras

Jerwandaschat (armenisch Երվանդաշատ, auch Yervandashat, Eruandashat) war eine armenische Stadt und eine der 13 historischen Hauptstädte Armeniens. Ihre Blütezeit erlebte die Stadt zwischen 210 und 176 v.C. unter der Orontiden-Dynastie (Yervanduni) von Armenien und in der Anfangszeit von deren Nachfolgern, den Artaxiden.

## Etymologie
„Jerwandaschat“ heißt übersetzt „Freude Ervands (Orontes)“. Es ist die armenische Form des Toponyms und geht zurück auf das mittelpersische *Arwandašād (vgl. altpersisch *Aruvanta-šiyāti-).

## Lage
Die antike Stadt lag rund zwei Kilometer östlich des Zusammenflusses der Flüsse Aras und Achurjan, gut einen Kilometer nördlich des heutigen Dorfes Jerwandaschat und südlich des Dorfes Bagaran in der Provinz Armawir. Auf der anderen Seite des Achurjan ließ König Orontes eine Festung namens Jerwandakert anlegen. 

## Geschichte
Jerwandaschat wurde um 210 v. C. vom letzten Orontiden Orontes (IV.) erbaut. Gemäß dem Historiker Moses von Choren gründete Orontes Jerwandaschat, um Armawir (nahe der heutigen Stadt Armawir) als Hauptstadt zu ersetzen, da Armawir durch eine Verlagerung des Aras Wasserprobleme hatte. Die Götterfiguren ließ er von Armawir in das ebenfalls gegründete religiöse Zentrum nach Bagaran einige Kilometer nordwestlich schaffen. Die Stadt lag im Arscharunik-Canton der Provinz Ayrarat von Großarmenien. Archäologische Ausgrabungen zeigen, dass das hellenistische Jerwandaschat am Ort einer älteren, urartäischen Siedlung errichtet wurde.
Jerwandaschat wurde um 364 während des Armenienfeldzuges durch den sassanidischen König Schapur II. zerstört und seine Einwohner wurden deportiert. Danach konnte der Ort nicht mehr zu alter Bedeutung finden und wurde durch Artaxata ersetzt. Größere Untersuchungen fanden an der archäologischen Stätte nicht statt, aber in den 1980er-Jahren wurden die Festungsanlagen und einige Palastüberreste ausgegraben.